# 原発性硬化性胆管炎
原発性硬化性胆管炎（げんぱつせいこうかせいたんかんえん、英: PSC; primary sclerosing cholangitis）とは胆汁の鬱滞をきたす成因不詳の胆管炎である。肝臓内・外ともに胆道・胆管に炎症性変化、線維化、狭窄を起こし、徐々に進行する。

## 疫学
40代の男性が発症率が高い。また、潰瘍性大腸炎との関連が高く、特に欧米では半数近くが潰瘍性大腸炎を合併している。近年ではIgG4関連全身性硬化性疾患、特に自己免疫性膵炎との関連も示唆されている。

## 症状
全身倦怠感や掻痒感、黄疸など閉塞性黄疸でみられる一般的な症状が認められる。進行すると胆汁鬱滞により肝不全となる。

## 検査
- 血液検査
  - ビリルビン
  - アルカリフォスファターゼ(=Al-p)
  - γ-GTP(=GGT)
  - 抗核抗体
  - ANCA
  - IgG4.....IgG4関連硬化性胆管炎との鑑別のため
  - sIL-2R...IgG4関連硬化性胆管炎との鑑別のため
- 画像診断
  - 腹部エコー
  - 腹部CT
  - 腹部MRI・MRCP
  - ERCP

## 治療
内科的治療としてはペニシラミン、アザチオプリン、ステロイド、メトトレキサートなどが使用されるが、無効の場合は外科的治療の適応となる。まずは狭窄部の切除や胆管空腸吻合術などが行われるが、肝不全となった場合は肝移植が行われる。